# Hôtel de Heu
L’hôtel de Heu est un hôtel particulier  de la ville de Metz. Situé au 19 rue de la Fontaine, il a été édifié à la fin du XVe siècle par et pour La Maison de Heu, famille patricienne, faisant partie des paraiges. Il est classé monument historique.

## Contexte historique
La bourgeoisie de Metz s’enrichissant, elle confisque le pouvoir temporel de l'évêque et fait de la cité une république oligarchique brillante en 1234. 
Les XIIIe et XIVe siècles constituent l’une des périodes les plus prospères dans l’histoire de Metz, qui compte alors près de 30 000 habitants, soit la plus grande concentration urbaine de Lorraine. Ses foires sont très fréquentées et sa monnaie, la première de la région jusqu’en 1300, est acceptée dans toute l’Europe. Preuve de la prospérité des citains, de nombreux hôtels particuliers voient le jour à la fin du Moyen Âge.

### Recherches archéologiques en 2021
Un projet de réaménagement des deux étages de l'hôtel a amené le service régional de l'archéologie à entreprendre un diagnostic archéologique du bâti au cours de l'automne 2021. Cette étude a été faite en réalisant un dégagement partiel des parements intérieurs pour permettre l'identification, la caractérisation et la datation des structures anciennes. Une datation dendrochronologique des poutres des plafonds a été faite. La partie étudiée correspond à la parcelle 113 de la section 28 du cadastre. Sa surface totale est d'environ 1 800 m2 avec un niveau de caves, le rez-de-chaussée, deux étages qui ne constituaient initialement qu'un seul volume, un troisième étage et des combles habités aménagés récemment. Chaque niveau fait une surface de 367 m2, soit 24,27 m de long et 15,12 m de large.
L'étude des caves a montré que leur construction est antérieure à l'hôtel de Heu actuel. L'étude dendrochronologique des poutres a permis de dater leur façonnage à 1323. La construction de l'hôtel de Heu est donc postérieur à celle du palais des Treize, lieu de réunion des échevins, dont la construction remonte aux années 1315 et 1317. Cette datation permet d'attribuer la construction de l'hôtel à Thiébaut de Heu (1245-1330), qui serait alors âgé de 78 ans.

### Construction de l'hôtel de Heu par Thiébaut de Heu
La famille de Heu était une famille de marchands itinérants originaires de Huy ou Heu et installés à Metz vers 1230-1240. Thiébaut de Heu est le fils de Roger de Heu et le neveu de Gilles de Heu, les premiers membres de la famille de Heu installés à Metz. À la mort de son père peu après 1271, il a hérité du stock de marchandises, de la maison de Neufbourg qui avait auparavant appartenu à son oncle, et d'autres biens. La maison de Neufbourg a pu constituer une partie de l'hôtel de Heu. Thiébaut de Heu s'est constitué progressivement un patrimoine important. Comme son père, il était membre du paraige du Commun. Il est entré au Conseil des Treize de la ville en 1302 comme représentant du Commun. En 1303-1304 il devient changeur et aman (notaire) de la paroisse Saint-Martin. Après la mort de sa première femme, Afelix le Bel de Heu (1285-1303), en 1303, il se remarie avec Alix de la Cour, fille de Nicole de la Cour, maître-échevin en 1304 et changeur, qui le fait entrer dans l'élite économique et dirigeante de la ville. Sa sœur, Marguerite de Heu, s'est mariée à Jacques Le Gronnais, maître-échevin en 1285 et fils de Philippe Le Gronnais, changeur. À partir de 1306 il commence une politique d'acquisition foncière forte. En 1306, Poincignon et Jean de Volmerange-lès-Boulay se reconnaissent ses débiteurs de la somme de 4 000 livres et lui donnent en mort-gage ce qu'ils possèdent à Malroy et dépendances. Thiébaut de Heu a été le créancier des princes lorrains, en particulier au duc de Lorraine, Ferry IV de Lorraine. Les prêts au duc de Lorraine ne sont pas faits en mort-gage mais en rentes. Le duc ayant des difficultés à rembourser ses dettes, il a dû mettre en gage chez Thiébaut de Heu en 1322 une partie de son trésor, et en particulier la couronne ducale. 
En 1309, il achète plusieurs bâtiments au Neufbourg, probablement à l'emplacement dd l'actuel hôtel de Heu où à proximité. Le 2 mars 1309, Thiébaut de Heu acquiert un tiers de la maison et de la grange de Neufbourg dont avaient hérité Jennin le Tanneur, de Châlon, et sa femme Jacquemate, fille de Marguerite la Hairowainne. Cinq jours plus tard il a acheté les deux autres tiers aux autres héritiers de Marguerite la Hairowainne. Puis le 15 juillet, Jennat Zondac met en gage auprès de Thiébaut de Heu la chapelle et le préau jusqu'au mur pour la somme de 300 livres qu'il lui doit. Ces bâtiments appartenaient auparavant à Jacques Bazin, tuteur de Thiébaud de Heu, patricien du paraige de Jurue. Ces bâtiments doivent correspondre aux vestiges reconnus en particulier dans les caves.
En 1314, Thiébaut de Heu est choisi comme maître-échevin de Metz pour six années. Dans les années 1315-1318, le Pays de Metz est touché par la grande famine accompagnée d'épidémies et d'épizooties. À la mort de sa belle-mère, Poince de la Cour, il a hérité avec sa femme de plusieurs seigneuries, de deux maisons à Metz et de revenus. Il achète la châtellenie d'Ennery avec son château-fort et ses dépendances  le 2 avril 1323. La construction de l'hôtel de Heu est entreprise à la même époque. L'hôtel comprenait des dépendances (greniers, écurie, jardin et cour) pour loger sa famille, ses hôtes, ses alliés et partenaires commerciaux ainsi que de stocker des biens. Les affaires de Thiébaut de Heu ont diminué pendant la guerre des Quatre Seigneurs.  Alix de la Cour meurt le 4 avril 1330et Thiébaut de Heu, le 14 septembre 1330. Il est inhumé dans le cloître des Frères Prêcheurs. Il était considéré comme le plus grand propriétaire foncier parmi les patriciens messins.

### Modification de l'hôtel de Heu auXVesiècle
Après 1482, Nicole ou Nicolas III de Heu (ca 1460-1535) qui a été fait chevalier par Louis XII, en 1498, a construit un grand corps de bâtiment au nord de l'ancien logis, contigu à la rue ainsi qu'un escalier en vis dans l'œuvre, entre les deux logis. Le rez-de-chaussée comprend un porche qui permet à l'accès à la cour. Ce bâtiment devait être achevé avant le mariage de Nicolas de Heu avec Catherine de Gournay, le 9 octobre 1489. 
Philippe de Vigneulles considérait que l'hôtel de Heu est la « plus belle maison de Metz ».

### L'hôtel de Heu à l'époque moderne
L'hôtel a peu changé aux XVIe siècle et XVIIe siècle. Des travaux de réfection sont entrepris de 1655 à 1660. Des ateliers-boutiques sont aménagés au rez-de-chaussée. 
L'hôtel de Heu est acheté en 1661 par Anne d'Autriche pour y installer un séminaire de la Congrégation de la Mission de Saint-Vincent-de-Paul. Les missionnaires de la Congrégation de Saint-Vincent-de-Paul sont installés dans l'hôtel depuis 1663. Ils sont probablement à l'origine de l'aménagement des petites pièces. La façade est entièrement réaménagée au XVIIIe siècle en aménageant un accès vers l'église située au sud.
L'hôtel de Heu est vendu en 1795. L'ancien logis est séparé des autres bâtiments. De nouvelles constructions sont réalisées dans l'ancienne cour et dans le jardin.
À la fin du XIXe siècle, les étages sont affectés au stockage du grain. Le plafond médiéval est renforcé en 1906.À Dans les années 1930, le niveau d'étage redevient un logis avec la réalisation d'un puits de lumière contre le mur sud. Des cloisonnements internes sont posés.
L'incendie de 1989 a dégradé les structures internes, en particulier les plafonds. Cela a entraîné le début des réaménagements des niveaux supérieurs de l'hôtel et le ravalement des façades.

## Construction et aménagements
La façade gauche de l'hôtel date du XIVe siècle avec un alignement de fenêtres à tympans trilobés ; celle de droite, du XVe siècle, conserve des tympans gothique flamboyant, un porche voûté et un escalier à vis à double révolution.
| La façade des deux parties de l'hôtel de Heu. |
| La façade des deux parties de l'hôtel de Heu. |

| Façade de l'hôtel de Heu construit vers 1323                      |
| Façade de l'hôtel de Heu construit vers 1323 par Thiébaut de Heu. |

| Façade de l'hôtel de Heu agrandit dans les années 1480 avec le passage vers le cour.                        |
| Façade de l'hôtel de Heu agrandit dans les années 1480 par Nicolas III de Heu avec le passage vers la cour. |

| Détail des fenêtres de la partie de l'hôtel construite dans les années 1480. |
| Détail des fenêtres de la partie de l'hôtel construite dans les années 1480. |

| Passage d'accès à la cour  |
| Passage d'accès à la cour. |

## Protection
Le porche d'entrée, l'escalier à double révolution et sa cage, la grande salle incluse dans le premier et le second étages, y compris ses fenêtres en façades ont fait l'objet d'un classement par arrêté du 11 janvier 1990.